# جبال الظاهر
جبال الظاهر هي سلسلة جبلية منخفضة موجهة على محور شمال-جنوب وتقطع جنوب تونس إلى نصفين. أعلى قممه تقع على ارتفاع 713 مترا.

شرقي سلسلة جبال الظاهر يوجد سهل الجفارة الساحلي. أما غرب سلسلة الجبال هذه يوجد منحدر طويل، يفتح على منطقة الظاهر، وهي الجزء الخلفي لهضبة تنحدر نحو الغرب، وتنتهي بالوصول للكثبان الرملية للعرق الشرقي الكبير. تبلغ مساحة سلسلة جبال الظاهر حوالي 500 6 كيلومتر مربع.

## جيولوجيا
تكونت جبال الظاهر عند انحسار بحر تيثس منذ حوالي 140 مليون سنة، وظهرت حينها عدة طبقات جيولوجية مكونةً الجبل (طية محدبة).

انهيار الجزء الشرقي أدى إلى تكوين جرف وجملة من المنحدرات والتي تكون اليوم جبال وهضاب الظاهر. سمحت هذه التغيرات من رؤية الطبقات الجيولوجية القديمة بشكل واضح. من أهم الأشياء التي يمكن ملاحظاتها هو تناوب الصخور الصلبة والصخور الناعمة التي تحتوي على مستحاثات مختلفة.

## الديمغرافيا
كانت جبال الظاهر ملجأ الأمازيغ الذين كانوا يقطنون في السهول، وشيدوا فيها العديد من القرى المحصنة مثل قصور الجنوب التونسي والتي تتميز بتكيفها مع طبيعة هذه المنطقة.

لازالت هذه المنطقة تتميز بضعف كثافتها السكانية مقارنة ببقية مناطق البلاد نظرا لطبيعتها الجبلية.

## السياحة
منذ 2014، أطلق مشروع سياحي يحمل اسم Destination Dahar أو وجهة الظاهر، وهو ثمرة تعاون بين الحكومة السويسرية ونظيرتها التونسية، ويهدف إلى تكوين سياحة بديلة عبر التركيز على المجالين الثقافي والتاريخي لمنطقة الظاهر. من المواقع السياحية المعتمدة توجد قصور الجنوب التونسي والمساكن الأرضية في مطماطة وواحات قابس والصحراء، إضافة إلى متحف ذاكرة الأرض بتطاوين والمواقع الأثرية والجيولوجية والتاريخية الممتدة على جزء كبير من مساحة الظاهر.

## روابط خارجية
- موقع Destination Dahar.